# Anoushka (ca sĩ Ai Cập)
Wartanoush Garbis Selim (tiếng tiếng Ả Rập Ai Cập: قرتانوس جاربيس سليم; sinh ngày 09 tháng 03 năm 1960), được biết đến bởi cô nghệ danh Anoushka (tiếng Ả Rập: أنوشكا), là một ca sĩ và diễn viên người Ai Cập.

## Đầu đời
Cô sinh ra ở Cairo; Ai Cập, từ một người cha Ai Cập và một người mẹ Armenia. Cô đã học chương trình trung học tại trường Gulbenkian của Armenia trong khu phố Boulaq ở Cairo và tiếp tục học Quản trị kinh doanh tại Đại học Mỹ ở Cairo. Sau khi tốt nghiệp, cô làm việc trong một công ty đầu tư nước ngoài và sau đó là công ty quảng cáo Tarek Nour với tư cách là một ca sĩ quảng cáo.
Cô đã tham gia một cuộc thi bài hát quốc tế do Liên đoàn các tổ chức lễ hội quốc tế (FIDOF) tổ chức. Cô hát một bài hát gốc tiếng Pháp, lời của Gamal Abdel Halim Hasan và nhạc của Kamel Cherif. Bài hát được trình làng tại Ai Cập đầu tiên của cô là trong một chương trình truyền hình dành cho trẻ em dạy tiếng Ả Rập do Fehmi Abdel Hamid đạo diễn. Cô tiếp tục tham gia vào năm 1987 và 1988 trong các lễ hội quốc tế ở Phần Lan, Tiệp Khắc, Bulgaria, Thổ Nhĩ Kỳ, Pháp và Mỹ Latinh. Ở Thổ Nhĩ Kỳ, cô đã giành giải nhất với "Habbytak" và trong các cuộc thi Francophonie ở Pháp với sáng tác của riêng mình "Ya Habibi" bằng tiếng Pháp và "Ya Leyl" cũng bằng tiếng Pháp do Midhat el Khawla sáng tác.
Cô tiếp tục phát hành nhiều album bằng tiếng Ả Rập trở thành xu hướng của người Ả Rập và được Bộ trưởng Du lịch Ai Cập trao tặng cho những nỗ lực của cô trong việc quảng bá âm nhạc Ai Cập ở Thế giới Ả Rập và trên toàn thế giới. Cô cũng tham gia nhiều sự kiện âm nhạc quốc gia, Ả Rập và quốc tế.
Cô đã đóng vai chính trong một vở nhạc kịch mang tên "El Ward we Fosoulu" (tiếng Ả Rập Ai Cập الورد وفصوله) trong các lễ hội Ngày trẻ em.

## Danh sách đĩa hát
- Habbaytak Tiếng Ả Rập Ai Cập حبيتك
- Tiếng Ả Rập của người Ai Cập Nadani
- Tigi Tghanni Tiếng Ả Rập Ai Cập تيجي تغنّي
- Abayyan Zayn Tiếng Ả Rập Ai Cập أبيّن ين
- Keddab Tiếng Ả Rập Ai Cập ككّببب

## Đóng phim
Anoushka cũng đã đóng trong nhiều bộ phim Ai Cập bao gồm:
- Es Sayyed Kaf Tiếng Ả Rập Ai Cập Tiếng Ả Rập, do đạo diễn phim Ai Cập Salah Abu Seif làm đạo diễn
- Người đàn ông Atlaqa Haazihi el Rousasa? Tiếng Ả Rập من ذق
- Hepta هبتا

## Chương trình tivi
Cô đã xuất hiện trong nhiều chương trình truyền hình Ai Cập bao gồm:
- Al Tawoos الطاووس
- El Marsa wa El Bahar المرسى و البحار
- Kanoun Al Maraghi قانون المم
- Ferquet Nagui Atallah فرقة ناي عطالله
- El Sayeda El Oula السيدة الاولى
- Saraya Abdeen سرايا عابدين
- Mamlakat Youssef Al Maghraby مملكة يوسف المغربي
- Khách sạn lớn جراند اوتيل
- Sokut Horr سقوط ر
- Halaw El Donia حلاوة الدنيا